# Fear the Walking Dead
Fear the Walking Dead – amerykański serial telewizyjny (dramat, horror, fantastyka postapokaliptyczna) wyprodukowany przez AMC Studios, Circle of Confusion oraz Valhalla Entertainment. Serial jest spin-offem i jednocześnie prequelem serialu Żywe trupy. Pomysłodawcami serialu są Robert Kirkman i Dave Erickson, którzy są także producentami wykonawczymi. 
Fear the Walking Dead był oryginalnie emitowany od 23 sierpnia 2015 do 19 listopada 2023 przez AMC. W Polsce serial jest emitowany od 9 maja 2016 przez AMC Polska.

## Fabuła
Akcja serialu ma miejsce w Los Angeles, w czasie, kiedy epidemia wirusa zamieniającego zmarłych ludzi w zombie dopiero się rozpoczyna. Fabuła koncentruje się na trzech rodzinach: Clarków, Manawa i Salazarów. Madison Clark jest doradcą w szkole średniej, jej partner, Travis Manawa, uczy języka angielskiego w tej samej szkole. Madison ma dwójkę dzieci – prymuskę Alicię i uzależnionego od narkotyków Nicka. Travis z poprzedniego małżeństwa z Lizą ma syna Christophera. Podczas Apokalipsy rodzina Clarków i Manawa łączy siły z Salazarami: Danielem, Griseldą i ich córką Ofelią.

## Obsada

### Główna
- Kim Dickens jako Madison Clark, żona Travisa, pracuje jako szkolny pedagog[4],
- Cliff Curtis jako Travis Manawa, nauczyciel[4],
- Frank Dillane jako Nicholas Clark, narkoman, syn Madison[5],
- Alycia Debnam-Carey jako Alicia Clark, nastoletnia córka Madison[5],
- Elizabeth Rodriguez jako Elizabeth Ortiz, była żona Travisa (sezon 1)[6],
- Mercedes Mason jako Ofelia Salazar, córka Daniela[7],
- Rubén Blades jako Daniel Salazar, emigrant z Salwadoru prowadzący zakład fryzjerski[8],
- Lorenzo James Henrie jako Christopher Manawa, nastoletni syn Travisa i Lizy.
- Maggie Grace jako Althea Szewczek-Przygocki (od sezonu 4)
- Garret Dillahunt jako John Dorie (od sezonu 4)
- Lennie James jako Morgan Jones
- Jenna Elfman jako June / Naomi / Laura (od sezonu 4)
- Danay Garcia jako Luciana Galvez,(sezon 2 w roli drugoplanowej, główna obsada od 3 sezonu)[9].
- Daniel Sharman jako Troy Otto (sezon 3)
- Sam Underwood jako Jake Otto (sezon 3)
- Dayton Callie jako Jeremiah Otto (sezon 3)

### Drugoplanowe
- Sandrine Holt  jako dr Bethany Exner[10],
- Maestro Harrell jako Matt,
- Patricia Reyes Spindola jako Griselda, żona Daniela i matka Ofelii (sezon 1),
- Colman Domingo jako Strand[11],
- Shawn Hatosy jako Andrew Adams[12],
- Scott Lawrence jako Artie Costa,
- Lincoln A. Castellanos jako Tobias,
- Daniel Zovatto (sezon 2),
- Arturo Del Puerto jako Carlos (sezon 2),
- Dougray Scott (sezon 2)[13],

## Przegląd sezonów
| Sezon | Sezon | Odcinki | Pierwsza emisja      | Pierwsza emisja      | Pierwsza emisja      | Pierwsza emisja      |
| Sezon | Sezon | Odcinki | Premiera sezonu      | Finał sezonu         | Premiera sezonu      | Finał sezonu         |
| ----- | ----- | ------- | -------------------- | -------------------- | -------------------- | -------------------- |
|       | 1     | 6       | 23 sierpnia 2015     | 4 października 2015  | 9 maja 2016          | 13 czerwca 2016      |
|       | 2     | 15      | 10 kwietnia 2016     | 2 października 2016  | 27 czerwca 2016      | 3 października 2016  |
|       | 3     | 16      | 5 czerwca 2017       | 15 października 2017 | 5 czerwca 2017       | 16 października 2017 |
|       | 4     | 16      | 15 kwietnia 2018     | 30 września 2018     | 23 kwietnia 2018     | 1 października 2018  |
|       | 5     | 16      | 2 czerwca 2019       | 29 września 2019     | 3 czerwca 2019       | 30 września 2019     |
|       | 6     | 16      | 11 października 2020 | 13 czerwca 2021      | 12 października 2020 | 14 czerwca 2021      |
|       | 7     | 16      | 17 października 2021 | 5 czerwca 2022       | 18 października 2021 | 6 czerwca 2022       |
|       | 8     | 12      | 14 maja 2023         | 26 listopada 2023    | 15 maja 2023         | 25 listopada 2023    |

## Produkcja

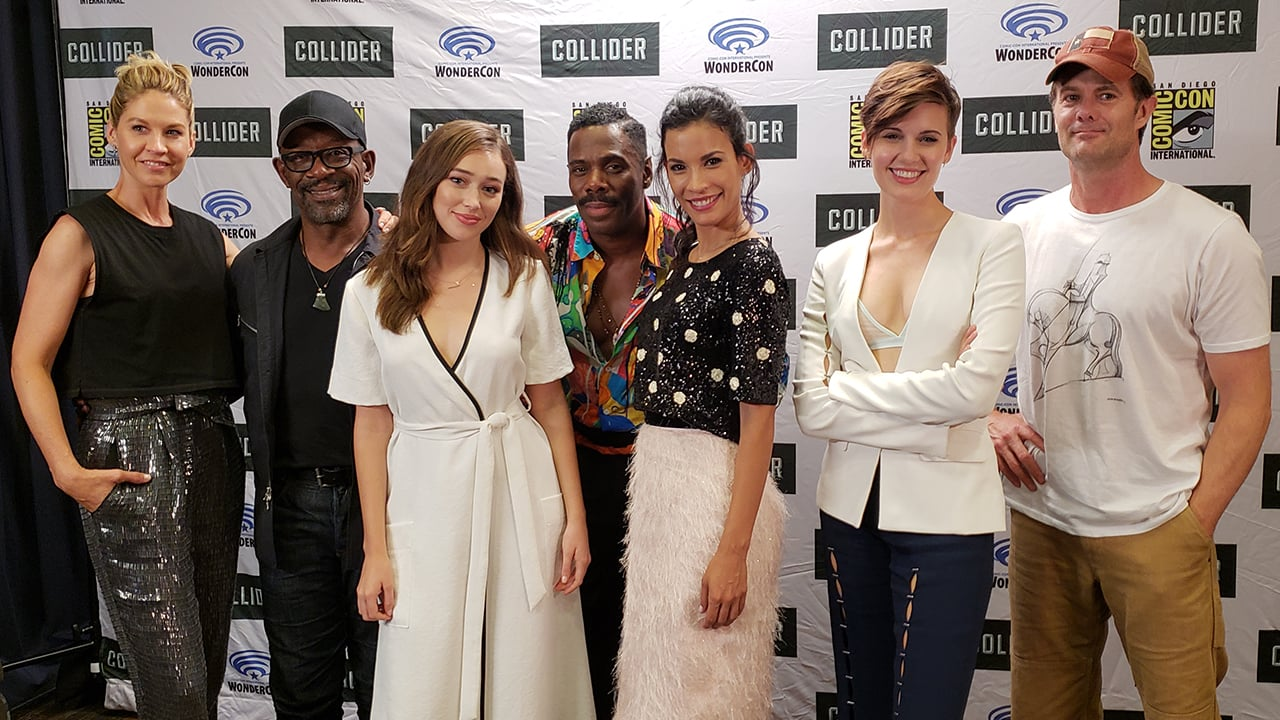
Główna obsada 4 sezonu serialu. Od lewej: Jenna Elfman, Lennie James, Alycia Debnam-Carey, Colman Domingo, Danay García, Maggie Grace oraz Garret Dillahunt.

5 września 2014 roku stacja kablowa AMC zamówiła pilotowy odcinek spin-offu serialu Żywe trupy.
9 marca 2015 roku stacja AMC zamówiła 2 sezony serialu, z których premiera pierwszego zaplanowana jest na lato 2015 roku, a drugiego w 2016 roku.
W marcu 2016 roku stacja AMC ogłosiła, że drugi sezon będzie podzielony na dwie części: pierwsza część zostanie wyemitowana wiosną, a druga jesienią.
15 kwietnia 2016 roku stacja AMC przedłużyła serial o trzeci sezon, który będzie liczył 16 odcinków.
15 kwietnia 2017 stacja AMC podjęła decyzję o realizacji czwartego sezonu jeszcze przed premierą trzeciego.
30 lipca 2018, na prawie dwa tygodnie przed premierą czwartego sezonu, stacja AMC przedłużyła serial na sezon piąty.
19 lipca 2019 roku stacja AMC przedłużyła serial o szósty sezon.
W grudniu 2021, jeszcze przed premierą siódmego sezonu, ogłoszono, że powstanie ósmy. Poinformowano także, że Kim Dickens powróci jako Madison Clark w siódmym sezonie i pojawi się też w ósmym